# Жовте поле
«Жовте поле» — сингл гурту Lama. Другий з альбому Тримай. Сингл був виданий наприкінці 2009 року. У грудні 2009 було представлено офіційний відеокліп.
За словами Наталі Дзеньків, гурт хотів в даній пісні продемонструвати зміну музичного напряму, і композиція «Жовте Поле» підходила для цього якнайкраще: це як метафора свободи.

## Відеокліп
З 2009 року відео потрапило до ефіру телеканалу М1, а також пісня потрапила до ротацій українських радіостанцій. На відео показано учасників гурту Lama, що подорожують різнокольоровим автобусом на Кримському узбережжі та викидають з нього різноманітні речі (у тому числі клавіатури та відеокасети).
|   | Веселий заквітчаний автобус несе радість кожному зустрічному, адже для щастя не потрібно стимуляторів. |
| — | |

.
|                              | «Жовте Поле» - це не поле в прямому сенсі цього слова. На цю пісню мене надихнула одна поїздка під час нашого всеукраїнського туру. Просто одного разу я їхала на машині, а навколо було жовте поле якихось квітів. І в цій пісні для мене поле є символом свободи, щастя, простору без обмежень. Тому я назвала цю пісню «Жовте Поле». |
| — Наталя Дзеньків у інтерв'ю | |